# Васильковский, Александр Ефремович
Александр Ефремович Васильковский (24 ноября 1935 года — 27 декабря 2017 года) — советский хозяйственный, государственный и политический деятель.

## Биография
Родился в 1935 году в селе Толоконцево. Член КПСС.
С 1959 года — на хозяйственной, общественной и политической работе. В 1959—1996 гг. — секретарь Орджоникидзевского РК ВЛКСМ, секретарь Пермского обкома ВЛКСМ, директор завода управляющих вычислительных машин Минприбора СССР, второй секретарь обкома КПСС, председатель исполнительного комитета Орловского областного Совета народных депутатов, председатель правления областного отделения Фонда социального развития России «Возрождение», первый заместитель главы администрации Орловской области.
Избирался депутатом Верховного Совета РСФСР 10-го и 11-го созывов.
Почетный гражданин Орловской области.